# الظريفة
الظريفة أو ترنده (بالكردية: Turindê‏) سابقًا هي قرية سوريّة تتبع إداريّاً لمحافظة حلب منطقة عفرين ناحية مركز عفرين. بلغ تعداد سكانها 706 نسمة حسب التعداد السكاني لعام 2004، و3330 نسمة حسب قيود السجل المدني لنهاية عام 2005.